# Chyliza acuta
Chyliza acuta är en tvåvingeart som beskrevs av Iwasa 1995. Chyliza acuta ingår i släktet Chyliza och familjen rotflugor.
Artens utbredningsområde är Nordkorea. Inga underarter finns listade i Catalogue of Life.